# Gornji Birač
La région de Gornji Birač est une région géographique située à l'est de la Bosnie-Herzégovine et de la république serbe de Bosnie.
La région de Gornji Birač se trouve à l'ouest de la vaste boucle que forme la Drina dans la région du Haut Podrinje. Elle est également située à l'ouest des régions d'Osat et de Ludmer.
La rivière Drinjača, un affluent gauche de la Drina, prend sa source dans cette région.